# All Hits
All Hits è il primo greatest hits del gruppo musicale britannico All Saints, che all'epoca dell'uscita doveva celebrarne lo scioglimento. L'unico brano inedito presente nel CD è TwentyFourSeven, cantata da Melanie Blatt, una delle quattro componenti del gruppo, e gli Artful Dodger.

## Tracce
1. Pure Shores – 4:28 (Shaznay Lewis, William Orbit)
2. Never Ever – 6:27 (Shaznay Lewis, Robert Jazayeri, Sean Mather)
3. Under the Bridge – 5:03 (Anthony Kiedis, John Frusciante, Chad Smith, Michael Balzary, Alexis McNair)
4. Lady Marmalade (98 Remix) – 4:03 (Kenny Nolan, Bob Crewe)
5. I Know Where It's at (Original Mix) – 4:54 (Karl Gordon, Shaznay Lewis, Paul Laurence Griffin, Walter Becker, Donald Fagen)
6. TwentyFourSeven (Radio Version, Artful Dodger featuring Melanie Blatt) – 3:48 (Michelle Escoffery, Mark Hill)
7. Black Coffee – 4:49 (Tom Nichols, Alex von Soos, Kirsty Elizabeth)
8. Bootie Call (Single Version) – 3:35 (Karl Gordon, Shaznay Lewis)
9. All Hooked Up (Single Version) – 3:49 (Karl Gordon, Shaznay Lewis)
10. War of Nerves (98 Remix) – 4:49 (Shaznay Lewis, Magnus Fiennes, Natalie Appleton, Nicole Appleton, Cameron McVey)
11. Pure Shores (2 Da Beach U Don't Stop Remix) – 20:06 (Shaznay Lewis, William Orbit) – contiene le tracce nascoste I Feel You e Dreams
12. Never Ever (Booker T Vocal Mix) – 5:44 (Shaznay Lewis, Robert Jazayeri, Sean Mather) – bonus track per il Giappone

## Classifiche
| Paese         | Data             | Posizione | Certificazione | Copie   |
| ------------- | ---------------- | --------- | -------------- | ------- |
| Regno Unito   | novembre 2001    | #18       | Gold           | 125,000 |
| Nuova Zelanda | 25 novembre 2001 | #24       |                |         |
| Irlanda       | 8 novembre 2001  | #38       |                |         |